# Hurley (Wisconsin)
Hurley és una població dels Estats Units a l'estat de Wisconsin. Segons el cens del 2000 tenia 1.818 habitants.

## Demografia
Segons el cens del 2000, Hurley tenia 1.818 habitants, 830 habitatges, i 458 famílies. La densitat de població era de 222,8 habitants per km².
Dels 830 habitatges en un 20,6% hi vivien nens de menys de 18 anys, en un 41,7% hi vivien parelles casades, en un 9,3% dones solteres, i en un 44,8% no eren unitats familiars. En el 39,9% dels habitatges hi vivien persones soles el 20,8% de les quals corresponia a persones de 65 anys o més que vivien soles. El nombre mitjà de persones vivint en cada habitatge era de 2,06 i el nombre mitjà de persones que vivien en cada família era de 2,72.
Per edats la població es repartia de la següent manera: un 18,2% tenia menys de 18 anys, un 8,6% entre 18 i 24, un 27% entre 25 i 44, un 19,7% de 45 a 60 i un 26,6% 65 anys o més.
L'edat mediana era de 43 anys. Per cada 100 dones de 18 o més anys hi havia 86,2 homes.
La renda mediana per habitatge era de 24.821 $ i la renda mediana per família de 33.000 $. Els homes tenien una renda mediana de 27.717 $ mentre que les dones 17.750 $. La renda per capita de la població era de 14.554 $. Aproximadament l'11% de les famílies i el 14,7% de la població estaven per davall del llindar de pobresa.

## Poblacions més properes
El següent diagrama mostra les poblacions més properes.